# 베네수엘라의 역사
베네수엘라의 역사는 과이카이푸로, 타마나코와 같은 원주민들이 이끄는 토착민들의 저항 속에 1522년부터 스페인에 의해 식민지화된 아메리카 지역의 사건들을 반영한다. 그러나 베네수엘라 서부의 안데스 지방에서는 유럽의 접촉 이전에 티모토쿠이카족의 복잡한 안데스 문명이 번성했다. 1811년, 베네수엘라는 그란콜롬비아 연방공화국의 영토였던 1821년까지 확고히 세워지지 않은 스페인계 아메리카인 식민지 중 하나가 되었다. 베네수엘라는 1830년에 독립된 국가로 완전히 독립했다. 19세기 동안 베네수엘라는 정치적 혼란과 독재 정치를 겪었고, 20세기 중반까지 지역 카우디요(군사 강자)에 의해 지배되었다. 1958년 이래로, 베네수엘라는 일련의 민주 정부를 가지고 있다. 1980년대와 1990년대의 경제적 충격은 1989년의 치명적인 카라카조 폭동, 1992년의 두 번의 쿠데타 시도, 1993년의 카를로스 안드레스 페레스 대통령 탄핵을 포함한 여러 정치적 위기를 초래했다. 기존 정당들에 대한 신뢰의 붕괴는 1998년 전 쿠데타 경력 장교였던 우고 차베스의 선거와 1999년 베네수엘라 헌법을 제정하기 위한 제헌의회를 시작으로 볼리바르 혁명이 시작되었다. 이 새로운 헌법은 공식적으로 베네수엘라의 이름을 베네수엘라 볼리바르 공화국(스페인어: República Bolivariana de Venezuela)으로 바꾸었다. 베네수엘라의 역사의 달은 3월이다.

## 베네수엘라의 콜럼버스 이전 시대
고고학자들은 베네수엘라 서부의 페드레갈강의 높은 강에 노출된 나무토막과 평탄한 긁어내기 도구와 함께 잎 모양의 조각 도구의 형태로 베네수엘라 지역에서 가장 오래된 것으로 알려진 거주자들의 증거를 발견했다. 창끝을 포함한 플라이스토세 후기 사냥 유물들은 엘 조보로 알려진 베네수엘라 북서부의 유사한 유적지에서 왔다. 방사성 탄소 연대 측정법에 따르면, 이것들은 기원전 15,000년에서 9,000년 사이이다. 타이마타이마, 황색 무아코, 팔콘주의 엘 조보 등이 이 시기부터 고고학적 자료를 산출한 유적지 중 하나이다. 이 그룹들은 메가테리움, 글립토돈, 톡소돈과 같은 거대동물과 공존했다. 이 시기에, 거대동물의 사냥꾼과 채집자들은 다른 식량원으로 눈을 돌리기 시작했고 최초의 부족 구조들을 세웠다.
콜롬버스 이전 베네수엘라의 인구는 100만 명으로 추산되었다. 오늘날 알려진 토착민들 외에도 칼리나(카리브인), 카케티오, 아우아케, 마리체, 티모토쿠이카 등의 역사적 집단이 거주했다. 티모토쿠이카 문화는 콜롬버스 이전 베네수엘라에서 가장 복잡한 사회였으며, 관개되고 계단식 밭으로 둘러싸인 영구적인 마을과 물을 저장하기 위한 탱크가 있었다. 그들의 집은 주로 초가지붕이 있는 돌과 나무로 만들어졌다. 그들은 대부분 평화로웠고 농작물 재배에 의존했다. 지역 작물로는 감자와 울류쿠가 있었다. 그들은 예술 작품들, 특히 의인화된 도자기들을 남겼지만, 주요 기념물은 없었다. 그들은 식물섬유를 짜서 직물을 만들고 집을 짓기 위해 돗자리를 만들었다. 그들은 베네수엘라 요리의 주식인 아레파로 알려져 있다.
서기 1000년경부터 고고학자들은 유럽의 정복과 식민지 시대로 끝나는 신인도 시대에 대해 이야기한다. 16세기에 스페인의 식민지화가 베네수엘라 영토에서 시작되었을 때, 마리체족(카리브인의 후손)과 같은 몇몇 원주민들의 인구는 감소했다. 과이카이푸로, 타마나코와 같은 원주민 카치크들은 스페인의 침략에 저항하려고 시도했지만, 새로운 카치크들은 결국 그들을 진압했다. 역사가들은 카라카스의 창시자인 디에고 데 로사다가 궁극적으로 타마나코를 사형에 처했다고 동의한다.

## 스페인의 지배

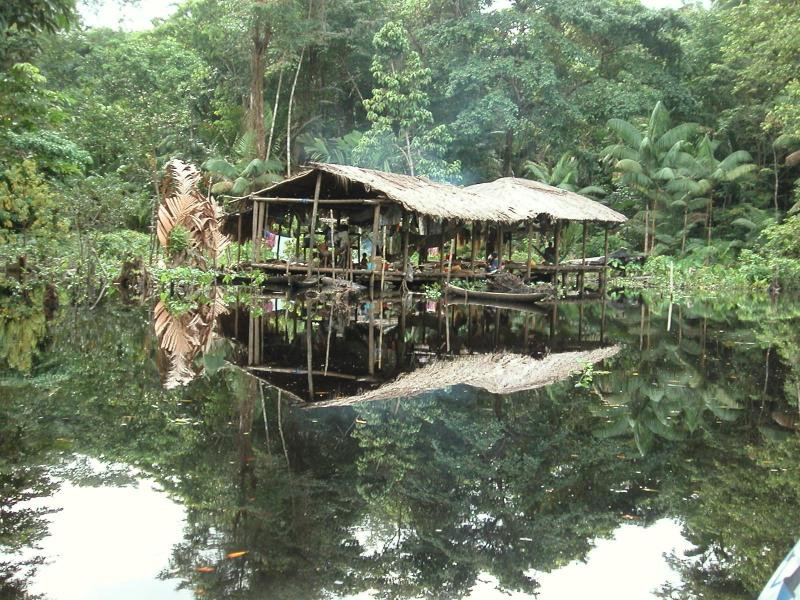
아메리고 베스푸치가 본 것과 같은 호상 가옥

크리스토퍼 콜럼버스는 1498년 세 번째 항해에서 베네수엘라의 동쪽 해안을 따라 항해했는데, 이는 남아메리카 본토에 도달한 그의 네 번의 항해 중 유일한 것이었다. 이 탐험대는 베네수엘라의 북동쪽 해안에서 쿠바과섬와 마르가리타섬의 소위 "진주 제도"를 발견했다. 이후 스페인 탐험대는 이 섬의 풍부한 진주 굴을 이용하기 위해 돌아와 섬의 원주민들을 노예로 만들고 진주를 집중적으로 수확했다. 그들은 1508년에서 1531년 사이에 아메리카 대륙의 초기 스페인 제국의 가장 귀중한 자원들 중 하나가 되었다.
알론소 데 오헤다가 이끄는 두 번째 스페인 탐험대는 1499년에 남아메리카의 북쪽 해안을 따라 항해했고, 베네수엘라만이라는 이름을 붙였다. 왜냐하면 베네수엘라(스페인어로 "작은 베네치아")라는 도시가 이탈리아 도시와 유사하다는 것을 인식했기 때문이다.
스페인의 베네수엘라 본토 식민지화는 1502년에 시작되었다. 스페인은 최초의 영구적인 남미 정착지를 쿠마나에 세웠다. 스페인인들이 도착했을 때, 토착민들은 주로 해안, 안데스산맥, 오리노코강을 따라 농부와 사냥꾼으로 무리를 지어 살았다.

## 베네수엘라 독립

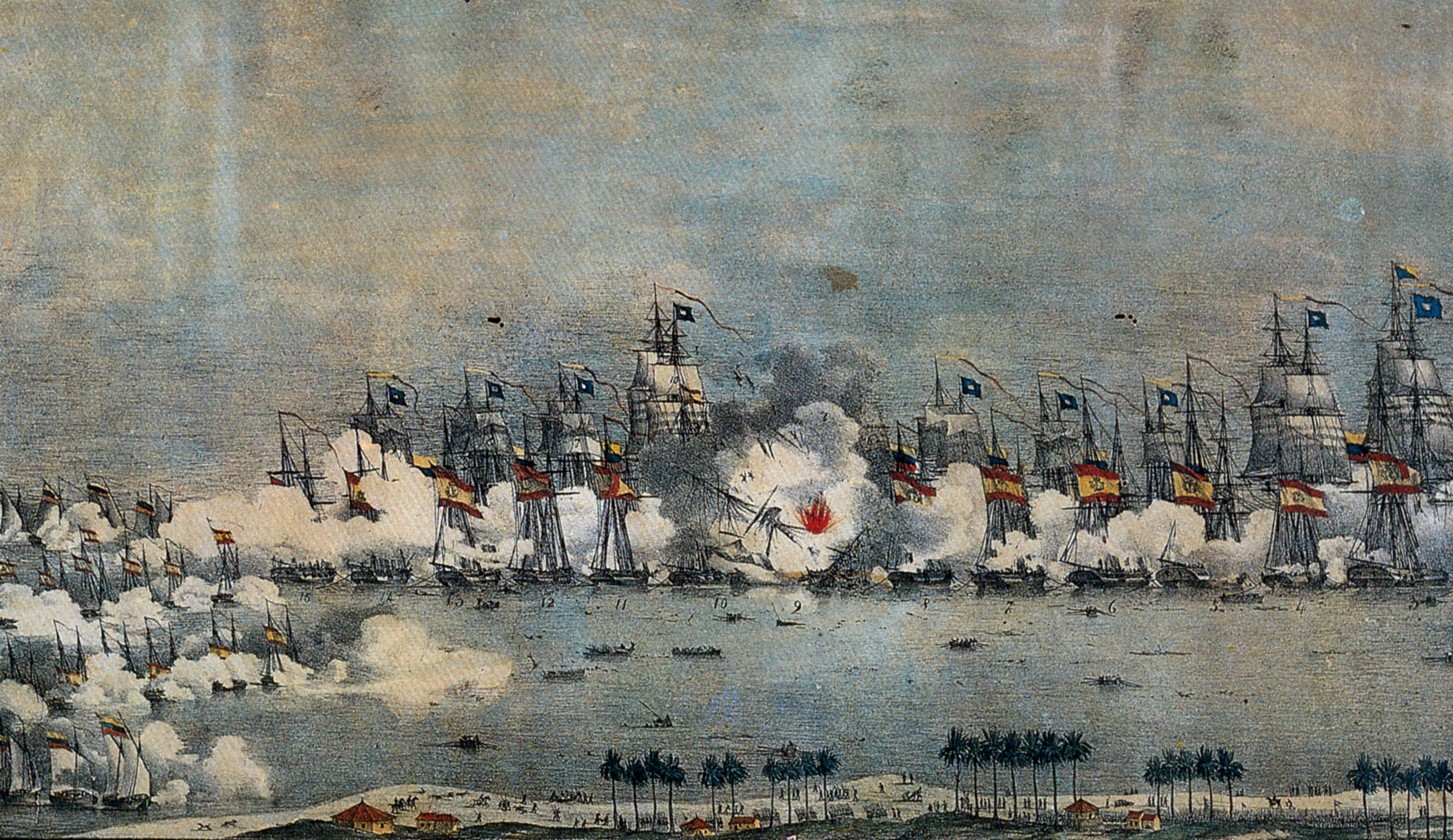
1823년 마라카이보 호 전투는 그란콜롬비아에서 스페인군을 마지막으로 추방하는 결과를 낳았다.

1808년 나폴레옹 전쟁에서 스페인의 문제가 카라카스에까지 이르렀지만, 1810년 4월 19일에야 도시 의회는 2년 전에 스페인 지방에서 세운 예를 따르기로 결정했다. 1811년 7월 5일, 베네수엘라의 10개 주 중 7개 주가 베네수엘라 독립 선언문을 통해 독립을 선언했다. 베네수엘라 제1공화국은 1812년 카라카스 지진과 1812년 라 빅토리아 전투 이후 상실되었다. 1813년 시몬 볼리바르가 베네수엘라 제2공화국을 수립하면서 베네수엘라 탈환을 위한 "찬탄할 만한 작전"을 이끌었지만, 지역 봉기와 스페인 왕당파의 재점령으로 이어졌다. 1819년부터 1820년까지 볼리바르가 누벨그라나다를 해방시키기 위해 벌인 캠페인의 일환으로 베네수엘라는 스페인(처음에는 그란콜롬비아의 일부)으로부터 지속적인 독립을 달성했다.
1819년 12월 17일, 앙고스투라 의회는 그란콜롬비아를 독립 국가로 선언했다. 2년간의 더 많은 전쟁 후에, 이 나라는 가장 유명한 청년 시몬 볼리바르의 지도 아래 1821년 스페인으로부터 독립을 달성했다. 베네수엘라는 현재의 콜롬비아, 파나마, 그리고 에콰도르와 함께 1830년까지 그란콜롬비아 공화국의 일부를 형성했다.

## 1999년~현재

### 우고 차베스 및 볼리바르 혁명
1992년 쿠데타를 일으킨 전 낙하산 부대 중령 우고 차베스는 1998년 12월 "제5공화국", 새로운 헌법, 새로운 이름 (베네수엘라 볼리바르 공화국), 사회경제적 계층 간의 새로운 관계 수립을 요구하는 강령으로 대통령에 당선되었다. 1999년, 유권자들은 새 헌법에 대한 국민투표를 승인했고, 2000년에 차베스를 재선출하여 그의 제5공화국 운동당의 많은 당원들을 국회에 포함시켰다. 차베스의 지지자들은 이 과정을 그에게 상징되는 볼리바르 혁명이라고 부르며, 볼리바르 서클을 포함한 여러 정부 지원 단체로 조직되었다.
2002년 4월, 차베스는 군부와 언론의 행동과 소수 야당들의 시위에 이어 2002년 베네수엘라 쿠데타 시도에서 잠시 권좌에서 쫓겨났지만, 다수의 대중들에 의한 시위와 대부분의 군에 의한 행동의 결과로 이틀 후에 권좌에 복귀했다.
차베스는 2002년 12월부터 2003년 2월까지 두 달 이상 지속된 국영 석유회사 PDVSA의 파업/잠금, 2004년 8월 국민투표 실시를 포함한 전국적인 파업 이후에도 정권을 유지했다. 그는 2006년 12월에 다른 임기를 위하여 선출되었다. 2007년 12월, 차베스는 대통령 선거의 첫 패배를 맛보았다. 이번 국민투표는 최근 베네수엘라 여론조사 기준으로 기권율이 매우 높은 것으로 나타났다. 그러나 2009년 2월 차베스는 다시 국민투표를 실시하여 모든 선출직 공직자의 임기 제한을 철폐할 것을 제안했다. 국민투표는 2009년 2월 15일에 실시되었고, 승인되었다.
2010년 총선에서 야권 선거 연합인 민주통일원탁이 베네수엘라 연합사회당(PSUV)과 거의 비슷한 득표율을 기록했지만, PSUV의 98석에 비해 의석수는 65석에 불과했다. 선거 전에 PSUV에 더 많은 비중을 두는 선거 개혁이 있었다. 2012년 대통령 선거에서 우고 차베스는 상당한 차이로 재선되었으나, 2013년 초에 사망하였다. 그는 니콜라스 마두로 (2013년 대통령 선거에서 아슬아슬하게 승리하기 전 초기에는 임시 대통령으로)에 의해 계승되었다.

## 같이 보기
- 베네수엘라 제1공화국
- 아메리카의 역사
- 베네수엘라의 대통령 목록
- 베네수엘라의 정치
- 베네수엘라 제2공화국